# 神戸市立泉台小学校
神戸市立泉台小学校（こうべしりつ いずみだいしょうがっこう）は、兵庫県神戸市北区泉台3丁目に所在する公立小学校。

## 沿革
- 1975年4月 - 神戸市立桜の宮小学校より分離開校

## 通学区域
- 泉台1 - 6丁目・7丁目（2番地26・37～46を除く）、杉尾台、山田町小部（泉台地区）[1]

※卒業後は基本的に神戸市立大原中学校に進学する。

## 交通
- 神戸電鉄有馬線北鈴蘭台駅
- 阪急バス「泉台4丁目」より徒歩

## 通学区域が隣接している学校
- 神戸市立桂木小学校
- 神戸市立甲緑小学校
- 神戸市立桜の宮小学校
- 神戸市立小部小学校
- 神戸市立北五葉小学校
- 神戸市立藍那小学校
- 神戸市立山田小学校